# Onthophagus terminatus
Onthophagus terminatus es una especie de insecto del género Onthophagus, familia Scarabaeidae, orden Coleoptera.
Fue descrita científicamente por Eschscholtz en 1822.